# Carmine Infantino
Carmine Infantino (New York, 24 maggio 1925 – New York, 4 aprile 2013) è stato un fumettista statunitense, considerato tra i maggiori esponenti della Silver Age dei comics statunitensi e punto di riferimento per le moderne versioni grafiche di molti supereroi. Per la DC Comics ha creato personaggi come: Capitan Cold, Black Canary, Wally West, Barry Allen, Animal Man, Poison Ivy.

## Biografia
Nato a New York da Pasquale "Patrick" Infantino (musicista che, durante la Grande depressione, si mise a fare l'idraulico per sbarcare il lunario) e Angela Rosa Della Badia (emigrata da Calitri), Carmine Infantino studiò alla School of Industrial Art, in seguito divenuta High School of Art and Design, a Manhattan.
Fu lì che conobbe Harry "A" Chesler, il cui studio era attivo in quella che ancora era la Golden Age: la sua influenza fu assai importante per la crescita artistica di Infantino.

Dopo esser stato assistente alla Quality Comics, Infantino disegnò il suo primo lavoro alla Timely: con l'amico di scuola Frank Giacoia alle matite, inchiostrò il personaggio di Jack Frost in USA Comics n. 3 (gennaio 1942). Nella sua biografia ebbe modo di scrivere al riguardo: 
Dopo molti altri lavori nel decennio 1949-1950 (uno su tutti Airboy) e l'attività di free-lance, soprattutto alla Prize Comics di Joe Simon e Jack Kirby, (dove disegnò il fumetto di Charlie Chan), perfezionò il suo stile, sotto l'influenza dell'arte di "The King" e avendo come riferimento il segno di Milton Caniff.
È morto nella sua abitazione di Manhattan all'età di 87 anni.

## Silver Age e oltre
Divenne disegnatore regolare alla National-DC con titoli della Golden Age quali  Flash, Black Canary, Green Lantern e Justice Society of America e moltissime altre serie western, fantascientifiche e dell'occulto.
Nel 1956, data spartiacque delle ages statunitensi, l'editore Julius Schwartz diede il compito al soggettista Robert Kanigher e ad Infantino di rivisitare e aggiornare le versioni dei supereroi: nacque così Barry Allen, il "nuovo" Flash, nell'albo di Showcase # 4 (ottobre 1956), comunemente indicato come primo albo della Silver Age. L'apporto di Infantino fu decisivo per il successo del personaggio, che fece da apripista per il ritorno in auge dei supereroi dopo la crisi dei primi anni cinquanta.
Da allora Infantino si occupò di Adam Strange in Mistery in Space e contribuì alla definizione del Batman anni sessanta (e molti altri personaggi del mondo dell'Uomo Pipistrello).
Fra il 1966 e il 1967, gli venne proposto di occuparsi delle copertine dell'intera DC Comics: Stan Lee fece un'offerta di 22.000 dollari a Infantino per passare alla Marvel. La DC rispose proponendo a Infantino il ruolo di art director, posizione di prestigio che, dopo alcune indecisioni iniziali, decise di accettare.
Negli anni successivi, dopo la vendita della DC alla Kinney National Company, divenne direttore editoriale e si occupò, tra le altre cose, dell'acquisizione e il lancio di nuovi talenti, tra cui Neal Adams e Denny O'Neil: divenne curatore editoriale nel 1971 e lanciò molti altri titoli della casa editrice.
Dopo essere stato sostituito (dopo l'acquisizione della DC da parte della Warner) nel ruolo di curatore editoriale, tornò al suo primo impiego, quello di disegnatore.
Altri suoi lavori rilevanti furono la creazione dello Straniero Fantasma (Phantom Stranger, 1952) e di Deadman (1967); lo storico crossover DC-Marvel nel 1976, con l'albo Superman vs. the Amazing Spider-Man; il lavoro assieme a Mario Puzo nel film di Superman.

## Premi e riconoscimenti
- National Cartoonists Society 1958 Miglior Fumetto
- Alley Award 1961 Miglior Albo singolo: The Flash # 123 (con Gardner Fox)
- Alley Award 1961 Miglior Storia: "Flash of Two Worlds", The Flash # 123 (con Gardner Fox)
- Alley Award 1961 Miglior Artista
- Alley Award 1962 Miglior Storia completa: "The Planet that Came to a Standstill!", Mystery in Space # 75 (con Gardner Fox)
- Alley Award 1962 Miglior Disegnatore
- Alley Award 1963 Miglior Artista
- Alley Award 1964 Miglior Storia Breve: "Doorway to the Unknown", The Flash # 148 (con John Broome)
- Alley Award 1964 Miglior Disegnatore
- Alley Award 1964 come Miglior Disegnatore per Miglior Copertina (Detective Comics # 329, chine di Murphy Anderson)
- Alley Award 1967 Miglior Storia completa: "Who's Been Lying in My Grave?", Strange Adventures # 205 (con Arnold Drake)
- Alley Award 1967  Miglior Nuovo Personaggio: "Deadman" in Strange Adventures # 205 (con Arnold Drake)
- Speciale Alley Award 1969  con la motivazione: "l'artista che ha esemplificato lo spirito dell'innovazione e dell'inventiva nel campo dell'arte del Fumetto"
- Eisner Award: Hall of Fame 2000